# Krankenversicherung der Studenten
In Deutschland besteht Versicherungspflicht für Studierende. Das bedeutet, um an einer staatlichen Hochschule (Fachhochschule, Universität) studieren zu können, muss jeder Student eine Versicherung nachweisen können. Der nachfolgende Text befasst sich mit der gesetzlichen Krankenversicherung der Studenten (KVdS), die den Leistungsumfang der gesetzlichen Krankenversicherung bei vergleichsweise niedrigen Beiträgen umfasst.

## Grundsätzliches
Nachfolgend wird das Sozialgesetzbuch mit SGB abgekürzt.
Rechtsgrundlagen
- Gesetzliche Krankenversicherung: § 5 Abs. 1 Nr. 9 SGB V, § 21 KVLG 1989
- Gesetzliche Pflegeversicherung: § 20 Abs. 1 Nr. 9 SGB XI

Bis zur Vollendung des 25. Lebensjahres können Studenten über die Eltern kostenfrei familienversichert versichert werden, wenn sie die entsprechenden Voraussetzungen (z. B. bezüglich des Einkommens) erfüllen. Ab dem 26. Lebensjahr, ggf. auch schon früher, wenn eine Familienversicherung nicht möglich ist, sind sie selbst pflichtversichert. Voraussetzung dafür ist, dass sie an einer deutschen Hochschule eingeschrieben (immatrikuliert) sind.
In Deutschland versicherungspflichtig sind auch Studenten, deren Mittelpunkt der Lebensinteressen in Deutschland liegt und die an entsprechenden Hochschulen in einem anderen EU-/EWR-Staat oder der Schweiz eingeschrieben sind (Wohnstaatsprinzip gemäß der Verordnung (EG) Nr. 883/2004). An deutschen Hochschulen immatrikulierte Studenten sind zwar unabhängig vom Wohnort und gewöhnlichem Aufenthalt versicherungspflichtig, allerdings sind Studenten, die in einem anderen EU/EWR-Staat oder der Schweiz wohnen, gemäß dem Wohnstaatsprinzip in der Regel in ihrem Wohnstaat zu versichern und dementsprechend auf Basis eines Nachweises ihres Anspruchs auf Sachleistungen in Deutschland nicht versicherungspflichtig  (§ 5 Abs. 1 Nr. 9 SGB V). Das Wohnstaatsprinzip gilt nicht, sobald ein Studierender eine Beschäftigung oder selbständige Tätigkeit in einem anderen EU-/EWR-Staat oder der Schweiz aufnimmt.
Die Versicherungspflicht als Student gilt längstens bis zur Vollendung des 30. Lebensjahres. Die Begrenzung auf 14 Fachsemester entfiel zum 1. Januar 2020 ersatzlos. Eine Verlängerung über das 30. Lebensjahr hinaus ist nur unter bestimmten Voraussetzungen, wie zum Beispiel wegen einer Behinderung oder Kindererziehung möglich. Anschließend muss entweder eine gesetzliche freiwillige Krankenversicherung oder eine private Krankenversicherung abgeschlossen werden, es sei denn, es besteht aufgrund einer anderen Vorschrift (z. B. als Arbeitnehmer) Versicherungspflicht.

## Versicherungsdauer
Ein Promotionsstudium verlängert die Krankenversicherung der Studenten nicht, da es nicht mehr zur wissenschaftlichen Ausbildung gehört
- Vollendung des 30. Lebensjahres
  - grundsätzlich bis zur Vollendung des 30. Lebensjahres
  - tatsächliche Beendigung zum Ende des Semesters
  - Verlängerungstatbestände können das Ende herauszögern

- Verlängerungsmöglichkeiten
  - Art der Ausbildung
  - familiäre Gründe
  - persönliche Gründe
  - der Erwerb der Zugangsvoraussetzungen in einer Ausbildungsstätte des zweiten Bildungsweges (eingeschränkt möglich, siehe Gemeinsames Rundschreiben 06B Titel 1.1.2 Art der Ausbildung)

Beim Vorliegen einer dieser Gründe ist eine Verlängerung um die in Anspruch genommene Zeit möglich. Der Nachweis der familiären und persönlichen Gründe ist durch geeignete Unterlagen zu führen.

## Meldeverfahren bei Studenten
- Vor der Einschreibung an der Universität/Fachhochschule
  - Entscheidung für eine Krankenkasse oder Antrag auf Befreiung von der Krankenversicherung der Studenten
  - Krankenkasse stellt die Versicherungsbescheinigung zur Vorlage bei der Universität/Fachhochschule aus
  - Krankenkasse stellt die Versicherungsbescheinigung für das BAföG-Amt aus

- Einschreibung an der Universität/Fachhochschule kann erfolgen
  - die Immatrikulationsbescheinigung wird vom Studenten bei der Krankenkasse eingereicht
  - die Krankenkasse führt nun die Krankenversicherung durch – die Anmeldung wird vorgenommen

Die Versicherung bleibt solange bestehen, bis die Exmatrikulation erfolgt.

## Vor- und nachrangige Versicherungen
- Vorrangige Versicherungen
  - Arbeiter, Angestellte und zu ihrer Berufsausbildung Beschäftigte, § 5 Abs. 1 Nr. 1 SGB V
  - Leistungsbezieher nach dem SGB III, § 5 Abs. 1 Nr. 2 SGB V (Arbeitslosengeld)
  - Landwirte, mitarbeitende Familienangehörige, Altenteiler, § 5 Abs. 1 Nr. 3 SGB V
  - Künstler und Publizisten, § 5 Abs. 1 Nr. 4 SGB V
  - Personen in Einrichtungen der Jugendhilfe, § 5 Abs. 1 Nr. 5 SGB V
  - Rehabilitanden, § 5 Abs. 1 Nr. 6 SGB V
  - Behinderte, § 5 Abs. 1 Nr. 7 und 8 SGB V
  - Versicherungsanspruch im Ausland, wenn daraus in Deutschland ein Anspruch auf Sachleistungen besteht, § 5 Abs. 1 Nr. 9 SGB V
  - Rentner in der Krankenversicherung der Rentner (KVdR), § 5 Abs. 1 Nr. 11 und 12 SGB V
  - Familienversicherung, § 10 SGB V
  - mitgliedschaftserhaltender Tatbestand, § 192 SGB V

Die Versicherung der Studenten, § 5 Abs. 1 Nr. 9 SGB V, ist gegenüber der Versicherung der Praktikanten, § 5 Abs. 1 Nr. 10 SGB V, vorrangig.
- Nachrangige Versicherungen
  - Familienversicherung, wenn der Ehegatte oder ein Kind des Studenten nicht versichert ist, § 5 Abs. 7 SGB V
  - freiwillige Versicherung, § 9 SGB V
  - Rentenantragsteller, § 189 SGB V
  - Versicherung im Ausland, wenn in Deutschland kein Anspruch auf Sachleistungen besteht, § 5 Abs. 1 Nr. 9 SGB V
  - Auffangpflichtversicherung (seit 1. April 2007), § 5 Abs. 1 Nr. 13 SGB V

## Ausschlusstatbestände
Nicht versicherungspflichtig sind Studenten und Praktikanten, wenn sie hauptberuflich selbständig erwerbstätig sind, § 5 Abs. 5 SGB V, wenn also die selbständige Erwerbstätigkeit den Mittelpunkt des Erwerbslebens darstellt. Dieser Personenkreis soll keinen uneingeschränkten Zugang zum preisgünstigen Versicherungsschutz der gesetzlichen Krankenversicherung haben, sondern sich ggf. bewusst durch eine freiwillige Krankenversicherung oder eine private Versicherung für eines der beiden Systeme entscheiden.
Merkmale für eine hauptberuflich selbstständige Tätigkeit können sein:
- die Anzeige bzw. Genehmigung eines Gewerbes
- die Beschäftigung von Arbeitnehmern im Betrieb (derzeit strittig[4])
- der zeitliche Umfang der selbständigen Tätigkeit
- das Einkommen aus der selbständigen Erwerbstätigkeit

- ein weiterer Ausschlusstatbestand ist die Versicherungsfreiheit nach § 6 Abs. 3 Satz 1 SGB V:
  - Jahresarbeitsentgeltüberschreiter
  - Beamte, Richter, Zeitsoldaten, Berufssoldaten und sonstige Beschäftigte, die Anspruch auf Beihilfe, freie Heilfürsorge oder unentgeltliche truppenärztliche Versorgung haben
  - Geistliche, die ebenfalls anderweitige Ansprüche haben
  - Lehrer an Privatschulen mit beamtenähnlichen Ansprüchen
  - Pensionäre mit Beihilfeberechtigung
  - Personen, die nach dem Krankheitsfürsorgesystem der EG bei Krankheit geschützt sind (EU-Beamte und deren Familienangehörige)
  - Personen, die von der Krankenversicherungspflicht auf Antrag befreit wurden (§ 8 SGB V)

## Vorzeitige Kündigung eines privaten Versicherungsvertrages
Studenten und Praktikanten, die bei einem privaten Krankenversicherungsunternehmen versichert sind, können nach § 5 Abs. 9 SGB V ihren Versicherungsvertrag vorzeitig kündigen.
Wird der Vertrag binnen drei Monaten (VVG, Stand 2009, §205(2)) nach Eintritt der Versicherungspflicht gekündigt, so wird der Vertrag rückwirkend beendet. Die Beiträge hat das Versicherungsunternehmen zurückzuerstatten. Der Eintritt der Versicherungspflicht ist durch eine Bescheinigung der zuständigen Krankenkasse an das Versicherungsunternehmen anzuzeigen.
Wenn die Anzeige der Versicherungspflicht versäumt wird, endet der Vertrag erst zum Ablauf des Monats, in dem die Versicherungspflicht angezeigt wurde.

## Befreiung von der Versicherungspflicht
Studenten und Praktikanten können sich nach § 8 Abs. 1 Nr. 5 und Abs. 2 SGB V von der Versicherungspflicht befreien lassen. Ein Nachweis über das Bestehen einer anderweitigen Absicherung im Krankheitsfall ist erforderlich.
Die Befreiung ist binnen drei Monaten nach Beginn der Versicherungspflicht bei der Krankenkasse zu beantragen. Diese Möglichkeit besteht nur bis zum Ablauf der ersten drei Monate der Versicherungspflicht als Student. Eine Befreiung von der Pflichtversicherung ist auch nach dem Ende der Familienversicherung möglich. Die Familienversicherung ist eine Vorrangsversicherung und drängt die Pflichtversicherung in den Hintergrund. Erst nach Ende der Familienversicherung beginnt die Pflichtversicherung.
Der Antrag ist bei der Krankenkasse zu stellen, welche bei Eintritt der Versicherungspflicht zuständig gewesen wäre. Wird die Antragsfrist von drei Monaten versäumt, so kommt für die Dauer des Studiums bzw. Praktikums die Befreiung nicht mehr in Betracht. Wird der Antrag genehmigt, gilt die Befreiung für den gesamten versicherungspflichtigen Zeitraum und ist unwiderruflich.
Im Sommer 2012 befand der KV-Spitzenverband, dass die Befreiung nicht auf ein weiteres Studium fortwirkt, das mehr als ein Monat nach Beendigung des ersten Studiums begonnen wurde.

## Mitgliedschaft
Für die gesetzliche Pflegeversicherung gelten entsprechend die Regeln der Krankenversicherung; es gilt der Grundsatz „Pflege- folgt Krankenversicherung“.

### Beginn der Mitgliedschaft
Bei Hochschulen beginnt das Sommersemester im April und das Wintersemester im Oktober. Bei Fachhochschulen beginnt das Sommersemester im März und das Wintersemester im September.
Die Versicherungspflicht der Studenten beginnt grundsätzlich mit dem Beginn des Semesters. Bei Einschreibung nach Beginn des Semesters beginnt die Versicherung mit dem Tag der Einschreibung (§ 186 Abs. 7 SGB V). Bei Praktikanten beginnt die Versicherungspflicht mit dem Tag der Beschäftigungsaufnahme (§ 186 Abs. 8 SGB V).
Ausnahme: Beim Wegfall von Ausschlusstatbeständen oder Vorrangversicherungen beginnt die Pflichtversicherung der Studenten oder Praktikanten am Folgetag des Wegfalls.

### Ende der Mitgliedschaft
Bei Studenten endet die Mitgliedschaft mit Exmatrikulation (§ 190 Abs. 9 SGB V n. V.). Die Mitgliedschaft von Studenten endet spätestens mit Ende des Semesters, in dessen Laufe das 30. Lebensjahr vollendet wird, solange keine Verlängerungstatbestände nach § 5 Abs. 1 Nr. 9 und 190 Abs. 9 SGB V n. V. vorliegen. Die in einem Rundschreiben vom 21. März 2006 dargelegte Rechtsauffassung der Spitzenverbände der Krankenkassen, die im Falle der Beendung der Mitgliedschaft in der KVdS aufgrund eines Überschreitens der Fachsemester- oder Altersgrenze die Anwendung von § 190 Abs. 9 SGB V verneint, wurde vom Sozialgericht Berlin mit Urteil vom 17. Januar 2013 (Az. S 72 KR 502/11) zurückgewiesen. Übergangsweise kann nach Ende der Versicherung nach KVdS für ein halbes Jahr die Versicherung als Examenskandidat gewählt werden, die im Beitrag zwischen der KVdS und der freiwilligen Versicherung liegt.
Die Mitgliedschaft von Praktikanten endet mit dem Tag der Aufgabe der Tätigkeit (§ 190 Abs. 1 Nr. 10 SGB V).

### Erhalt der Mitgliedschaft
Während des Bezuges von Mutterschaftsgeld, Erziehungsgeld und der Elternzeit besteht die Mitgliedschaft fort (§ 192 Abs. 1 Nr. 2 SGB V). Auch bei Ableistung des Wehr- bzw. Zivildienstes bzw. eines freiwilligen Dienstes wird die Mitgliedschaft erhalten (§ 193 Abs. 2 SGB V).

## Kassenzuständigkeit
Studenten und Praktikanten haben ein Wahlrecht nach § 173 SGB V:
- Ortskrankenkasse des Wohnorts (AOK)
- jede Ersatzkasse, deren Zuständigkeit sich nach der Satzung auf den Wohnort des Versicherten erstreckt
- die Betriebs- oder Innungskrankenkasse, wenn die Satzung dies vorsieht und der Kassenbezirk den Wohnort des Versicherten einbezieht
- die Deutsche Rentenversicherung Knappschaft-Bahn-See
- die Krankenkasse, bei der zuletzt eine Mitgliedschaft oder Versicherung nach § 10 SGB V bestand, die landwirtschaftliche Krankenkasse, wenn zuletzt dort eine derartige Versicherung bestand
- die Krankenkasse, bei welcher der Ehegatte versichert ist

Die Studenten können zusätzlich die Ortskrankenkasse oder Ersatzkasse an dem Ort wählen, in dem die Hochschule ihren Sitz hat.
Die Praktikanten können zusätzlich die Orts-, Ersatz-, Innungs- und Betriebskrankenkasse des Beschäftigungsortes wählen. Auch die Innungs- und Betriebskrankenkasse des Betriebs kann der Praktikant wählen.

## Versicherungspflicht bzw. -freiheit der Praktikanten

### Praktikum ist in einer Studien- oder Prüfungsordnung vorgeschrieben
| Praktikant ist an einer Hochschule eingeschrieben (Zwischenpraktikant)                                   | Versicherungsfreiheit als Beschäftigter zu allen Sozialversicherungszweigen. Versicherungspflicht als Student. Anspruch auf kostenfreie Familienversicherung besteht nur, solange die dort geltenden Einkommensgrenzen nicht überschritten werden. |
| Praktikant ist nicht an einer Hochschule eingeschrieben (Vor- bzw. Nachpraktikant) – mit Arbeitsentgelt  | Versicherungspflicht als Beschäftigter. Die Vorschriften über die Versicherungsfreiheit bei geringfügiger Beschäftigung finden keine Anwendung. |
| Praktikant ist nicht an einer Hochschule eingeschrieben (Vor- bzw. Nachpraktikant) – ohne Arbeitsentgelt | Versicherungspflicht als Praktikant in der Kranken- und Pflegeversicherung. Versicherungspflicht in der Renten- und Arbeitslosenversicherung als zur Berufsausbildung Beschäftigter.                                                               |

### Praktikum ist nicht in einer Studien- oder Prüfungsordnung vorgeschrieben
| Praktikant ist an einer Hochschule eingeschrieben (Zwischenpraktikant)                                   | Versicherungsfreiheit als Beschäftigter zu allen Sozialversicherungszweigen. Voraussetzung ist, dass der Student nach seinem Erscheinungsbild weiterhin als Student gilt (20-Stunden-Theorie). Versicherungsfreiheit besteht, sofern das Einkommen eine bestimmte Grenze nicht überschreitet (siehe hierzu Minijob). |
| Praktikant ist nicht an einer Hochschule eingeschrieben (Vor- bzw. Nachpraktikant) – mit Arbeitsentgelt  | Versicherungspflicht als Beschäftigter. Die Vorschriften über die Versicherungsfreiheit bei geringfügiger Beschäftigung finden aber Anwendung (siehe hierzu Minijob). |
| Praktikant ist nicht an einer Hochschule eingeschrieben (Vor- bzw. Nachpraktikant) – ohne Arbeitsentgelt | Keine Versicherungspflicht als Arbeitnehmer oder zur Berufsausbildung Beschäftigter möglich. Auch keine Versicherungspflicht als Praktikant in der Kranken- und Pflegeversicherung möglich. |

## Beitragsberechnung für Studenten
Die Beitragshöhe für Studenten wird durch Multiplikation von Einkommensgrundlage und Beitragssatz ermittelt.
- Die Einkommensgrundlage ist ein fester Betrag, der unabhängig von den tatsächlichen Einnahmen des Studenten ist. Er richtet sich gem. § 236 Abs. 1 SGB V in Verbindung mit § 13 Abs. 1 Nr. 2 und Abs. 2 BAföG nach dem Bedarfssatz Studierender, die nicht mehr bei ihren Eltern leben.
- Der Beitragssatz ist die Summe des Beitragssatzes für Studenten und Praktikanten, des Zusatzbeitragssatzes und des Beitragssatzes zur Pflegeversicherung:
  - Der Beitragssatz für Studenten und Praktikanten beträgt 70 % des allgemeinen Beitragssatzes der gesetzlichen Krankenversicherung in Höhe von 14,6 % (§ 245 Abs. 1 i. V. m. § 241 SGB V). Er ist bei allen Krankenkassen gleich und ergibt sich zu 10,22 %.
  - Der Zusatzbeitragssatz wird von jeder Krankenkasse selbst festgesetzt (§ 242 Abs. 1 SGB V). Er ist auch von Studenten in voller Höhe zu entrichten.
  - Der Beitragssatz zur Pflegeversicherung beträgt 3,6 %; für kinderlose Studenten ab 23 Jahren wird ein Zuschlag in Höhe von 0,6 % erhoben.

| Gültig ab               | Einkommensgrundlage | KV      | PV     | Zuschlag Kinderlose PV | Summen (KV/PV mit Zuschlag) | Zuschuss BAföG (KV/PV) |
| ----------------------- | ------------------- | ------- | ------ | ---------------------- | --------------------------- | ---------------------- |
| 01.09.2020 / 01.10.2020 | 752,00 €            | 10,22 % | 3,05 % | 0,25 %                 | 76,85 € / 24,82 €           | 84,00 € / 25,00 €      |
| 01.08.2019              | 744,00 €            | 10,22 % | 3,05 % | 0,25 %                 | 76,04 € / 24,55 €           | 84,00 € / 25,00 €      |
| 01.01.2017              | 649,00 €            | 10,22 % | 2,55 % | 0,25 %                 | 66,33 € / 18,17 €           | 71,00 € / 15,00 €      |
| 01.09.2016 / 01.10.2016 | 649,00 €            | 10,22 % | 2,35 % | 0,25 %                 | 66,33 € / 16,87 €           | 71,00 € / 15,00 €      |
| 01.01.2015              | 597,00 €            | 10,22 % | 2,35 % | 0,25 %                 | 61,01 € / 15,52 €           | 62,00 € / 11,00 €      |
| 01.01.2013              | 597,00 €            | 10,85 % | 2,05 % | 0,25 %                 | 64,77 € / 13,73 €           | 62,00 € / 11,00 €      |
| 01.03.2011 / 01.04.2011 | 597,00 €            | 10,85 % | 1,95 % | 0,25 %                 | 64,77 € / 13,13 €           | 62,00 € / 11,00 €      |
| 01.01.2011              | 512,00 €            | 10,85 % | 1,95 % | 0,25 %                 | 55,55 € / 11,26 €           | 62,00 € / 11,00 €      |
| 01.10.2010              | 512,00 €            | 10,43 % | 1,95 % | 0,25 %                 | 53,40 € / 11,26 €           | 62,00 € / 11,00 €      |
| 01.07.2009              | 512,00 €            | 10,43 % | 1,95 % | 0,25 %                 | 53,40 € / 11,26 €           | 50,00 € / 9,00 €       |
| 01.01.2009              | 512,00 €            | 10,85 % | 1,95 % | 0,25 %                 | 55,55 € / 11,26 €           | 50,00 € / 9,00 €       |
| 01.10.2008              | 512,00 €            | 10,7 %  | 1,95 % | 0,25 %                 | 54,78 € / 11,26 €           | 50,00 € / 9,00 €       |
| 01.07.2008              | 466,00 €            | 10,6 %  | 1,95 % | 0,25 %                 | 49,40 € / 10,25 €           | 47,00 € / 8,00 €       |
| 01.10.2007              | 466,00 €            | 10,6 %  | 1,7 %  | 0,25 %                 | 49,40 € / 9,09 €            | 47,00 € / 8,00 €       |
| 01.10.2005              | 466,00 €            | 10,2 %  | 1,7 %  | 0,25 %                 | 47,53 € / 9,09 €            | 47,00 € / 8,00 €       |
| 01.07.2005              | 466,00 €            | 10,3 %  | 1,7 %  | 0,25 %                 | 48,00 € / 9,09 €            | 47,00 € / 8,00 €       |
| 01.01.2005              | 466,00 €            | 10,0 %  | 1,7 %  | 0,25 %                 | 46,60 € / 9,09 €            | 47,00 € / 8,00 €       |

- Darüber hinaus werden gem. § 236 Abs. 2 SGB V Beiträge auf der Rente vergleichbare Einnahmen (Versorgungsbezüge) sowie Arbeitseinkommen, die neben Rente oder Versorgungsbezügen erzielt werden fällig. Dies jedoch nur, soweit sie die oben genannten Beitragssätze für Studenten überschreiten.

## Beitragsberechnung für Praktikanten

### Vor- und Nachpraktikanten mit Arbeitsentgelt
Bei einem Arbeitsentgelt unter einem Siebtel des Gesamteinkommens zahlt der Arbeitgeber die Beiträge allein. Darüber hinaus sind Beiträge grundsätzlich paritätisch zu entrichten.
Paritätische Beitragszahlung:
- allgemeine Beitragssatz der Krankenkasse
- Pflegeversicherung

Keine paritätische Beitragszahlung:
- Zusatzbeitrag für Kinderlose zur Pflegeversicherung (seit 1. Januar 2005)
- Sonderbeitrag (seit 1. Juli 2005)

### Vor- und Nachpraktikanten ohne Arbeitsentgelt
Beiträge zur Kranken- und Pflegeversicherung siehe auch Beitragsberechnung für Studenten. Die Beiträge für die Renten- und Arbeitslosenversicherung hat der Arbeitgeber allein zu tragen (§ 162 Nr. 1 SGB VI und § 342 SGB III).